# بنك غرامين
مصرف غرامين (بالبنغالية: গ্রামীণ ব্যাংক) او بنك الفقراء هي منظمة للتمويل الصغير وتنمية المجتمع. بدأ المصرف في بنغلاديش ويقوم بتقديم قروض صغيرة إلى الفقراء دون اشتراط ضمانات مالية. كلمة «غرامين» مشتقة من كلمة «غرام» أو «قرية»، وتعني «مصرف القرية» وقد يكون من الملائم ترجمة الكلمة بـ مصرف القرية. تم تأسيسه من قبل محمد يونس حيث تعود الفكرة إلى عام 1967 عندما كان يعمل البروفيسور محمد يونس على مشروع بحثي يهدف إلى تصميم نظام ائتماني لتزويد الفقراء العاملين في الأماكن الريفية. نتيجة النتائج الإيجابية قام البروفيسور محمد يونس بتأسيس المصرف بشهر تشرين الأول - أكتوبر- من عام 1983 وحصل على ترخيص رسمي كمصرف مستقبل. في عام2006 تم منح جائزة نوبل للسلام بالمنصافة بين محمد يونس ومصرف جرامين.
كتب البروفيسور محمد يونس في The Magazine of the Rotman School of Management بالعدد الصادر لشتاء/2009. لم يكن لدي أي تصور على أن حياتي ستكون في يوم من الأيام ذات تأثير وارتباط بحياة الآخرين، في منتصف سبيعينيات من القرن الماضي وكمحاولة للخروج من الإحباط الذي تسبب به الوضع الاقتصادي الرهيب في بنغلادش قررت أن أحول تقديم الفائدة للفقراءالقريبين من الحرم الجامعي. وجدت نفسي في وضع غير مألوف وبدافع الضرورة كان علي أن أجد مخرج. على اعتبار أنني لم أملك خارطة طريق، كان علي أن اتبع غرائزي واحساسي الشخصي. كانت هناك إمكانية أن أنسحب في أي لحظة ولكن هذا لم يحدث، ذهبت وبكثير من العناد للحصول على طريقي، لحسن الحظ كانت النتيجة التمويل المتناهي الصغير ومصرف غرامين.

## روابط
- عرض كتاب «تجربة مصرف الفقراء» (حول تجربة غرامين بانك)